# DPSS
DPSS  (diode pumped solid state; auch DPSSL) ist die Abkürzung für einen mit der Strahlung von Diodenlasern gepumpten Festkörperlaser. Diodengepumpte Festkörperlaser lösen mehr und mehr die bisher üblichen, mit Gasentladungslampen gepumpten Festkörperlaser ab.

## Aufbau
Der Laserkristall des Festkörperlasers ist üblicherweise ein Yttrium-Aluminium-Granat-(YAG-)Kristall (Wirtskristall) in Scheiben-, Platten-, Faser- oder Stabform, der mit Erbium, Ytterbium oder Neodym dotiert ist. Es werden jedoch noch andere Wirtskristalle verwendet, wie: YAlO3 (YALO), YVO4 (Yttriumvanadat), YLiF4 (YLF), Wolframate (KGd(WO4)2, KY(WO4)2), sowie Saphir und Zinkchalkogenide.
Die Dotierungen ergeben verschiedene Pump- und Emissionswellenlängen:
- Ytterbium: Diodenlaser-Pumpwellenlänge bei 930…945 nm, Emission bei 1029 nm
- Neodym: Pumpen bei 808 nm oder 888 nm, Emission bei 1064 nm
- Erbium: Pumpen bei 980 nm, Emission (oder Verstärkung, siehe EDFA) bei 1550 nm

Gegenüber dem Pumpen mit Gasentladungslampen bietet das Pumpen mit Diodenlaserstrahlung mehrere Vorteile:
- der elektrisch-optische Wirkungsgrad von Diodenlasern ist höher als derjenige von Blitzlampen
- die Pumplaser erzeugen ausschließlich diejenige Wellenlänge, die der Anregung des Lasermediums dient – dadurch verringert sich die Erwärmung
- die geringere Erwärmung führt aufgrund geringerer thermischer Spannungen zu höheren Leistungsdichten und besseren Strahlqualitäten
- die Laserdioden haben eine größere Lebensdauer als Gasentladungslampen

Nachteil eines DPSS-Lasers ist dessen hoher Anschaffungspreis aufgrund der relativ teuren Laserdioden.
Diodengepumpt werden z. B. Nd:YAG-Laser (grüne Laserpointer), bei denen die 1064 nm-Linie des Neodym-dotierten Kristalles mit Hilfe eines KTP-Kristalls frequenzverdoppelt wird, so dass Laserstrahlung mit 532 nm Wellenlänge zur Verfügung steht.
Scheibenlaser und Faserlaser sind prinzipiell DPSS-Laser.